# Web Map Service
Web Map Service (WMS рус. сервис веб-карт) — стандартный протокол для обслуживания через Интернет географически привязанных изображений, генерируемых картографическим сервером на основе данных из БД ГИС. Данный стандарт был разработан и впервые опубликован международной организацией OGC (Open Geospatial Consortium — открытый геопространственный консорциум) в 1999 году.

## История
Открытый геопространственный консорциум (OGC) приступил к созданию стандартов для веб-картографии после того, как в 1997 году был опубликован доклад Аллана Дойла, в общих чертах описывающий концепцию сетевой картографии — «WWW Mapping Framework». OGC учредил рабочую группу для разработки стратегии и выступил с инициативой создания испытательного стенда веб-картографии — «Web Mapping Testbed», привлёк к работе пилотные веб-картографические проекты, базирующиеся на идеях Дойла и рабочей группы OGC. Результаты пилотных проектов были продемонстрированы в сентябре 1999 года, а вторая фаза пилотных проектов была завершена в апреле 2000 года.
Открытый геопространственный консорциум выпустил WMS версии 1.0.0 в апреле 2000 года, затем в июне 2001 года последовала версия 1.1.0 и версия 1.1.1 в январе 2002 года. OGC выпустил WMS версии 1.3.0 в январе 2004 года.

## Запросы
WMS определяет ряд различных типов запросов, два из которых требуются любым WMS-сервером:
- GetCapabilities — возвращает параметры, касающиеся WMS и доступных слоёв.
- GetMap — получив определённые параметры, возвращает изображение карты.

Некоторые типы запросов, факультативно поддерживаемые поставщиками WMS:
- GetFeatureInfo;
- DescribeLayer;
- GetLegendGraphic.